# 保加利亞—鄂圖曼戰爭
保加利亚-奥斯曼战争（Bulgarian–Ottoman wars）发生在14世纪的后半叶及15世纪初，双方分别是由保加利亚第二帝国解体产生的诸国，以及一支新兴的突厥人——奥斯曼土耳其人。战争结束后，保加利亚帝国瓦解，最后的领土维丁沙皇国于1396年被征服。而奥斯曼帝国则得到了巴尔干半岛上自多瑙河至爱琴海之间的大片领土。

## 奥斯曼入侵前夕的巴尔干地区局势
从13世纪起，巴尔干半岛的封建领主愈发强大，逐渐不受远在君士坦丁堡和大特尔诺沃的皇帝们的支配，这种地方分权的现象落到了拜占庭帝国和保加利亚帝国的眼中。这削弱了中央统治者的军事、经济实力。在14世纪，这一现象越发普遍，许多贵族都开始仅在名义上服从中央政府。在保加利亚，强大的希什曼王朝统治着西部的维丁省，东部则是巴利克建立的准独立的多布罗加专制公国。
两个帝国都面临着巨大的内部困难之际，塞尔维亚人趁机扩张。在14世纪20年代到30年代的拜占庭内战期间，他们成功地从拜占庭处夺取了保加利亚人居住的马其顿的大部。1330年，塞尔维亚人在维尔巴兹德击败了保加利亚皇帝米哈伊尔·希什曼，成为该地区最强大的国家。1346年，塞尔维亚人的国王斯特凡·杜尚接受了保加利亚皇帝伊凡·亚历山大赐予的皇帝头衔。然而当他于1355年去世后，他的帝国解体成无数个独立的小国。同一时期的保加利亚，伊凡·斯拉齊米爾在1356年继承了他父亲伊凡·亚历山大的维丁，专制公多布罗蒂察则在名义上统治着多布罗加。而1341至1347年间，拜占庭帝国正在约翰五世·帕里奥洛格斯和约翰六世·坎塔库泽努斯间的血腥内战中风雨飘摇。
直到14世纪中叶，巴尔干上数十个处在战争和阴谋中的小国中仍没有强大的国家可以统一这一地区。此外，对于东正教国家如保加利亚、拜占庭和塞尔维亚而言，在西方和南方，天主教的大量财富掌握在威尼斯、热那亚和匈牙利王国手中，而被东正教和天主教都视为异端的波斯尼亚王国（是与波格米勒派关系密切的波斯尼亚教会国家）也是家财万贯。宗教的多样性是该地区紧张局势的另一个原因。

## 伊凡·亚历山大统治时期的军事行动
拜占庭内战期间，约翰五世和约翰六世都试图寻找外部的盟友并雇用外国的雇佣军。保加利亚皇帝支持了以君士坦丁堡为据点的前者。另一方面，约翰六世定期从小亚细亚雇用雇佣军，于是奥斯曼土耳其人开始频繁出现在色雷斯。尽管已成为盟友，然而拜占庭无法掌控这支军队，他们使得该地区成为废墟，同时还定期袭击并掠夺保加利亚的村庄。

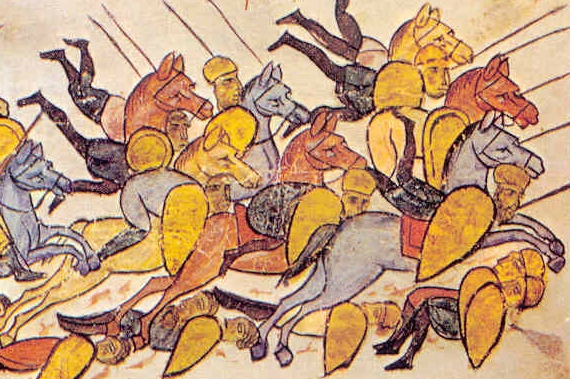
莫姆奇尔的部队与敌人交战

1344年，保加利亚玻勒戎（即罗多彼）地区和爱琴海地区的实际统治者莫姆奇尔的军队已增长到2, 000人，他得以在拜占庭帝国的内战中拥兵自重。起初他支持约翰六世，但是在1344年的春天便因来自奥斯曼帝国的盟友的暴行而背弃。同年6月的阿布德拉之战中，他在拉格斯湾击败了奥斯曼帝国的舰队。入夜后，他派船烧毁了已经下锚的敌船。战胜后不久，他在摩西诺波利斯（今科莫蒂尼附近）击败了约翰六世的军队。
莫姆奇尔是认识到奥斯曼帝国威胁的当地统治者之一。他同时向保加利亚和拜占庭的皇帝请求帮助，但徒劳无功。即便如此，他仍在罗多彼山脉的东部继续抵抗。1345年5月，烏穆爾貝伊领导突厥人从小亚细亚行军至巴尔干半岛，对保加利亚领土进行了毁灭性的袭击，驱逐了大量人口和牲畜。不久之后，在1345年7月7日的佩里塞奥里翁战役中，乌穆尔贝伊率领突厥人的军队，在莫姆奇尔的大本营克桑西附近以优势兵力击败了保加利亚军队，莫姆奇尔阵亡。

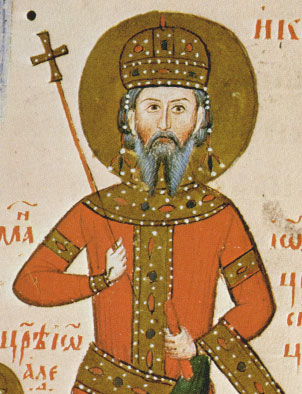
伊凡·亚历山大皇帝

拜占庭帝国内战期间，伊凡·亚历山大收复了色雷斯和罗多彼的几个城镇。尽管从1332年便一直保持和平相处，但他对拜占庭内政的经常干涉妨碍了两国之间建立更密切的关系。新的突厥军队于1352年入侵保加利亚，在其南部地区掠夺了大量战利品。艾托斯、扬博尔和普罗夫迪夫损失最重。同年，奥斯曼帝国攫取了其在巴尔干的第一个要塞——加里波利半岛上的齐贝（Tsimpe），很快就在欧洲站稳脚跟。在1352和1354之间，他们洗劫的土地包括扬博尔、普罗夫迪夫周边地区以及马里查河、登萨河的下游。
1355年，奥斯曼帝国攻向索非亚，在目的地附近的伊赫蒂曼与米哈伊尔·阿森——伊凡·亚历山大的长子兼继承人——率领的保加利亚军遭遇。之后的战斗中，突厥人占了上风。双方均伤亡惨重，年轻的米哈伊尔阵亡，但最终突厥人并没有到达索非亚。

### 名存实亡的联盟
这次战败在大特尔诺沃和君士坦丁堡产生了严重的后果，约翰六世·坎塔库泽努斯被迫退位。就这样，幫助奥斯曼入侵的其中一位重要人物被清除了。面对威胁，保加利亚和拜占庭意图和解。1355年，保加利亚皇帝的女儿克拉察嫁给了新任拜占庭皇帝约翰五世之子，襁褓中的安德洛尼卡四世。但两国共同对抗外敌的协议却从未履行。

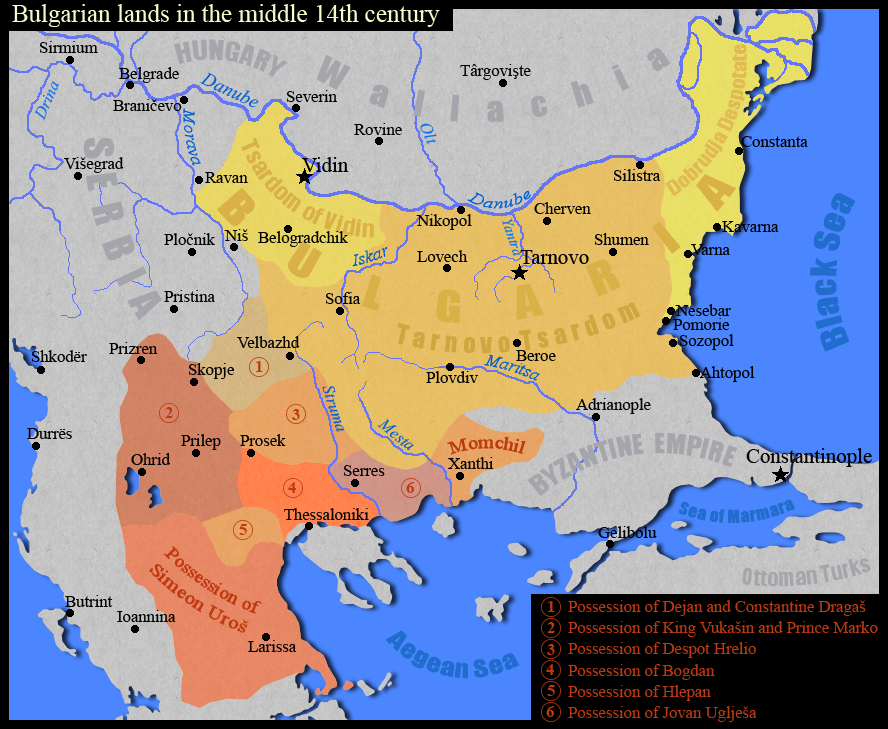
14世纪中叶，奥斯曼入侵前，保加利亚的领土

在此期间，保加利亚和拜占庭再次主导了半岛的政治局势，而且是仅有的可以阻止奥斯曼入侵的国家。1355年12月20日斯特凡·杜尚去世后，塞尔维亚帝国的影响力逐渐消退，这个多民族的国家分裂成许多小国。在1354年到1364年期间，突厥人控制了色雷斯，包括普罗夫迪夫和旧扎戈拉在内的多座要塞和城镇被攻陷。从13世纪50年代末起，奥斯曼的小股部队甚至达到了首都的外围，作为预防措施，皇帝修复了腐朽的城墙。从奥斯曼编年史学家塞阿代德丁的记录和其他编年史中可以了解到，在1359到1364年间，奥斯曼的先锋军造成了严重的破坏，当地人口大量流失。许多城市被摧毁（普罗夫迪夫、旧扎戈拉、斯利文），而包括韦内茨和索迪尔格勒在内的其他城市则永远消失。破坏的同时，当地人口被屠杀或被驱逐到小亚细亚。
两大帝国之间不仅长期缺乏协调，而且对黑海港口（墨森布里亚和安基阿卢斯）归属的争论也从未停止。1364年，保加利亚成功地保住了这两个港口。战争的双方无人得利，但两国之间的关系则一落千丈。

### 伊凡·亚历山大的晚年
除了来自南方的威胁，保加利亚面对的其他难题有：1365年，匈牙利国王拉约什一世入侵保加利亚西北部，攻克了维丁的要塞，俘虏了皇帝的长子伊凡·斯拉齊米爾。即使伊凡·亚历山大雇用了奥斯曼雇佣军，他夺回维丁的企图依旧徒劳无功。然而在1369年夏，这位皇帝在瓦拉几人总督弗拉迪斯拉夫一世 的帮助下恢复了对维丁的统治——这是他最后一次成功。
伊凡·亚历山大于1371年2月17日去世后，保加利亚的土地被瓜分。特尔诺沃地区的大部分在他的三子伊凡·希什曼的名下；他的长子伊凡·斯拉齊米爾统治了维丁；多布罗蒂察专制公治下的多布罗加和马其顿则被分割为数个由塞尔维亚贵族的封地。

## 切尔诺门之战

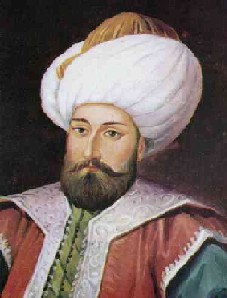
苏丹穆拉德一世

1371年，马其顿的两个封建领主发动了一次针对突厥人的战役。塞尔维亚人兄弟，普里莱普国王武卡欣·姆尔尼亚夫切维奇和塞雷公爵乌格列沙·姆尔尼亚夫切维奇，召集了大量的基督徒军队以抵挡穆斯林侵略者。乌格列沙邻地的东部与奥斯曼接壤，他意识到：如果再不阻止入侵者，整个地区都将被征服。他向其他塞尔维亚人和保加利亚人请求援助，但这些国家都沒有出兵。虽然兄弟二人是塞尔维亚人，但他们的封地中混居着塞尔维亚人、希腊人和保加利亚人。共计70000人（另有说法为20000人）的塞尔维亚-保加利亚混编军向东行进。9月26日晚，当他们到达马里查河的下游的切尔诺门村时，拉拉·沙欣帕夏率领相当少的部队袭击了他们的营地，全军溃退，包括武卡欣、乌格列沙在内，大多阵亡。
此战之后，穆拉德一世的军队开向保加利亚，迫使年轻的皇帝伊凡·希什曼退至巴尔干山脉以北并占领了北色雷斯。许多城堡在长期围城后陷落。扬博尔城阻挡了帖木儿塔什的部落数月，最终因食物短缺而投降。在巴尔干山脉南麓的战斗中，希什金——伊凡·希什曼的总督之一——阵亡。奥斯曼帝国旋即占领了罗多彼、科斯泰内茨、伊赫蒂曼和萨莫科夫，逼近索非亚山谷。一场血腥的围攻后，比托拉（位于保加利亚西南部）陷落。1373年，伊凡·希什曼求和。这份令他感到屈辱的和平条约包括：保加利亚成为奥斯曼帝国的附庸；将他的姐姐克拉·塔玛拉嫁给穆拉德为妻。作为补偿，奥斯曼将包括伊赫蒂曼和萨莫科夫在内的部分领土交还。
1371至1373年间，奥斯曼帝国在巴尔干地区的势力愈发强大：他们统治了整个色雷斯及乌格列沙在东马其顿的领地，马尔科（武卡欣之子）和伊凡·希什曼成为他们的附庸。

### 罗多彼的陷落

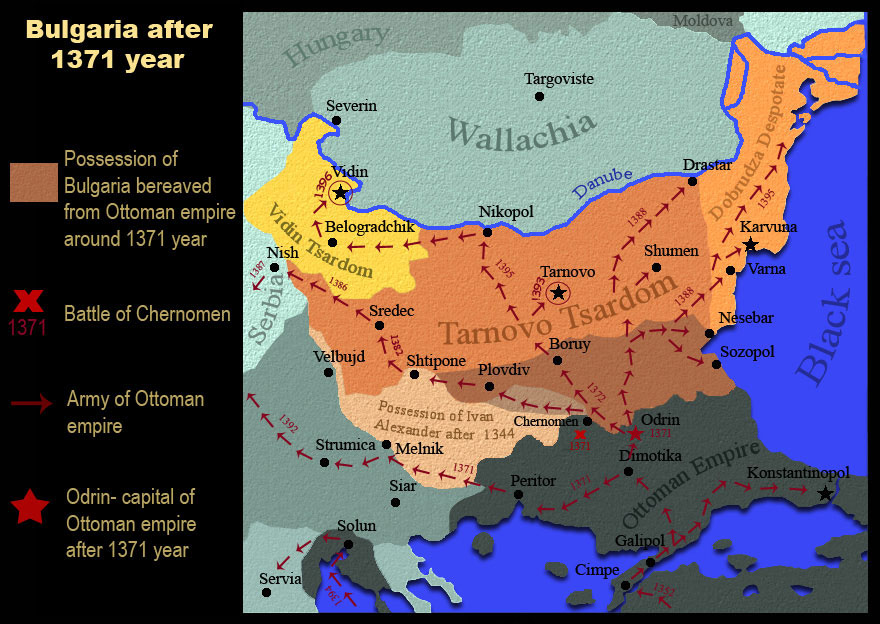
切尔诺门之战后，奥斯曼的进军路线

同一时期（即1371至1373年），突厥人从北坡突袭，控制了罗多彼这座散布着守卫森严的坚固要塞的山脉。达乌德帕夏率军在一番激战之后未能攻克总督库尔特驻守的拉科维察要塞（现为废墟）。夺城无果后，突厥人同意谈判，保加利亚人投降并保留他们的财产。
奥斯曼人数次血战，占领了采皮纳——罗多彼的重要堡垒之一。在这9个月中，守军击退了敌人，但在达乌德帕夏切断水源之后，他们最终投降以换取生命和财产安全。奥斯曼人以同样的方式攻克了斯塔尼马卡（今阿塞诺夫格勒）。不久，当指挥官乔治在最后一次突击中阵亡后，北罗多彼的巴特昆要塞被攻陷。
奥斯曼军在罗多彼山脉中遭到了顽强的抵抗。中部地区的军队由杰迪特帕夏和易卜拉欣帕夏指挥。杰迪特帕夏在切佩拉雷河谷中沿着连接斯塔尼马卡和巴奇科沃修道院的道路上前进，易卜拉欣帕夏从普罗夫迪夫出发，途经珀尔韦内茨，穿过瓦查河谷。战斗波及了Zarenitsa、Zagrad、格拉迪什泰、Chiltepe和Karakulas（均位于瓦查河畔），Imaretdere和Momina Voda（海拔与阿尔迪诺相近）等地。Momina Voda的战事尤为激烈，奥斯曼军一名优秀的将领萨拉巴巴战死。而在Karakulas，另一名将领埃尼汉巴巴也在血腥的战斗中阵亡。

## 索非亚的陷落
在伊凡·希什曼拼命地试图抵抗奥斯曼帝国的强大压力之际，他的兄长伊凡·斯拉齐米尔不仅袖手旁观，还试图落井下石以蚕食弟弟的领土。由于伊凡·希什曼的注意力集中在南面，伊凡·斯拉齐米尔借机控制了重要城市索非亚，兄弟二人为此反目。然而到了1373年，这座城市又回到了伊凡·希什曼之手，其原因很可能是两个保加利亚国家之间的武装冲突。专制公多布罗蒂察也保持中立姿态，他不仅正与热那亚打的不可开交，还卷入了特拉比松帝国的内部事务，试图让他的女婿登上帝位。
自1373年起，经过短暂的平静后，奥斯曼帝国于1380年再度亮出了爪牙。苏丹穆拉德率大军向特尔诺沃沙皇国的西南部进发，主要目的是夺取重镇索非亚。在茲拉蒂察山谷的流血冲突之后，突厥人进逼索非亚。在班·亚努卡的指挥下，占据优势的奥斯曼军的攻势被瓦解，见事不可为，统帅拉拉·沙欣帕夏被迫率军撤回哈德良堡并向苏丹报告他的失败。在他缺席之际，突厥人计划渗透索非亚，一个保加利亚穆斯林抓获了正在打猎的亚努卡，并将他送往正在普罗夫迪夫的拉拉·沙欣处。这位保加利亚的指挥官随后又被送回索非亚，而驻守部队在看到了他们被俘的领袖后向奥斯曼帝国投降（1382年）。
奥斯曼帝国部署了强大的卫戍部队，并带来了来自小亚细亚的穆斯林移民。次年攻克了塞雷。奥斯曼帝国的步步紧逼并未使兄弟二人阋墙御侮。在1384年－1386年保加利亚与瓦拉几亚的战争中，瓦拉几人夺取了多瑙河沿岸的几个定居点，但随后被击败，总督丹一世被杀。而伊凡·斯拉齐米尔在此战中则是瓦拉几人的盟友。这不仅说明保加利亚诸国之间缺乏协调，还加深了兄弟之间的不信任。
在占领索非亚周边地区后，奥斯曼军继续向西北行进。穆拉德的主要目的是斩断保加利亚和塞尔维亚之间的关系，穆拉德并不信任身为附庸的伊凡·希什曼，他知道这个保加利亚统治者在等一个合适的机会以背信弃义。1386年，一番激战之后，突厥人占领了皮罗特和尼什，奴役了大批保加利亚人。

## 1388年的战役
奥斯曼帝国在巴尔干半岛中部的推进使得伊凡·希什曼、塞尔维亚和波斯尼亚焦虑万分。塞尔维亚王子拉扎尔和波斯尼亚国王特維科一世组织反奥斯曼联盟，保加利亚的皇帝也加入其中，但无法出兵。1387年，波斯尼亚人和塞尔维亚人的联军在普洛奇尼克之战中击败了突厥人。
然而当基督教国家没有任何乘胜追击的意图之际，突厥人迅速地反应过来。1388年，一支30,000人的大軍在阿里帕夏的率领下穿过巴尔干山脉东部，袭击了地处后方的保加利亚北部。在保加利亚人目瞪口呆之下，侵略者攻克了奥韦奇、舒门、马达拉等城镇。初期由于事出仓促，城镇和城堡未能组织防御，但在最初的震惊之后，保加利亚采取了预防措施。当阿里帕夏的军队围困瓦尔纳，守军的顽固抵抗使迫使突厥人放弃围攻，改為向北进军。
在图特拉坎，居民允许突厥人部署小股驻军，但随后他们杀死突厥士兵，并准备应对攻城。阿里帕夏立即烧毁周围的田地，不久，饥饿的城镇不得不投降。之后，他们向西方的尼科波利斯推进，这是保加利亚在多瑙河沿岸最坚固的堡垒之一，由正在此城的伊凡·希什曼组织防守。虽然有近30000人，奥斯曼军仍无法攻克这个堡垒，阿里帕夏不得不亲自向穆拉德求援。据塞阿代德丁的记载，苏丹率领一支庞大的军队开赴尼科波尔，并下定决心不惜一切代价将其攻克。面对新的敌人，伊凡·希什曼要求停战。穆拉德同意了他的要求，保加利亚人保住了尼科波尔，但被迫割让多瑙河岸另一个重要的堡垒多罗斯托隆。然而，当阿里帕夏到达锡利斯特拉，保加利亚人拒绝投降。穆拉德再度围攻尼科波尔，这一次伊凡·希什曼同意了奥斯曼的条件，在锡利斯特拉建立了一个突厥人驻地。
此战的结果是，突厥人占据了保加利亚东部的大部，包括几个主要城镇。伊凡·希什曼的控制力被削弱到首都大特尔诺沃以西的土地和几座多瑙河沿岸的城堡。在东部，瓦尔纳和卡尔武纳大公国的首都卡利阿克拉仍在保加利亚手中。而伊凡·斯拉齐米尔也大概在这一时期成为奥斯曼帝国的附庸。

## 最后的征服
1388年的战役中，奥斯曼帝国的胜利和由此产生的权力再分配使得伊凡·斯拉齐米尔不得不成为奥斯曼帝国的附庸，并接受奥斯曼在维丁驻军。伊凡·斯拉齐米尔在突厥人摧毁特尔诺沃沙皇国的殘餘时仍然保持沉默——特尔诺沃陷落于1393年，伊凡·希什曼于1395年被杀。1396年伊凡·斯拉齐米尔加入了由匈牙利国王西吉斯蒙德发起的十字军东征。当十字军的军队到达维丁时，保加利亚统治者打开城门，迫降奥斯曼驻军。奥里亚霍沃的奥斯曼驻军试图反抗，但当地的保加利亚人成功将其攻破。然而，基督徒军队在9月25日的尼科波利斯战役中惨败，而获胜的奥斯曼帝国苏丹巴耶济德一世立刻率部开赴维丁，并于1396年底或1397年初将其攻陷。伊凡·斯拉齐米尔被囚禁在奥斯曼帝国的首都布尔萨，他很可能是被勒死的。
一些保加利亚历史学家猜测：维丁的领土（或至少部分领土）可能一直由斯拉齐米尔的儿子，康斯坦丁二世统治，可能直到1422年他去世。连同他的堂兄弟弗鲁金（伊凡·希什曼的儿子），康斯坦丁二世借助奥斯曼帝国大空位期的有利条件，掀起了在保加利亚西北部的反奥斯曼帝国叛乱。康斯坦丁二世也与塞尔维亚王国斯特凡·拉扎列维奇和瓦拉几亚总督米尔恰一世结盟。反奥斯曼叛乱持续了五年（1408年－1413年），蔓延到保加利亚的大部，直到奥斯曼帝国苏丹穆萨击败叛军。

## 脚注
1. ↑  Nicephorus Gregoras. Byzantina historia. 2, p.702
2. ↑  Nicephorus Gregoras. Byzantina historia. 2, p.707
3. ↑  Ioannes Cantacuzenus. Historiarum... 2, p.16-19
4. 1 2  Ioannes Cantacuzenus. Historiarum... 2, p.427
5. ↑  Ioannes Cantacuzenus. Historiarum... 2, p.530
6. ↑  Nicephorus Gregoras. Byzantina historia. 2, p.729
7. ↑  Lemerle, P. L'emirat d'Aydin..., p.210, 217
8. ↑  Ioannes Cantacuzenus. Historiarum... 3, p.250
9. ↑  Ioannes Cantacuzenus. Historiarum... 3, p.278
10. ↑  Ioannes Cantacuzenus. Historiarum... 3, p.279
11. ↑  Дуйчев, Ив. Из старата българска книжнина. 2, с.267
12. ↑  Nicephorus Gregoras. Byzantina historia. 3, p.557
13. ↑  Jиречек, К. Историjа срба. 1, с.305
14. ↑  Ников, П. Турското завладяване на България и съдбата на последните Шишмановци-ИИД, 7-8, 1928, с.48
15. ↑  Demetrius Cydones. Ad Romaeos deliberativa. - PGr, 104, p.981
16. ↑  Angelov, D. Certains aspects de la conquete des peuples balkaniques par des turks - BSI, 1956, 162, p. 237
17. ↑  Seadeddin, Chronica dell' origine e progresse della casa ottomana. Vienna, 1649, p. 87
18. ↑  Ioannes Cantacuzenus. Historiarum... 3, p.362
19. 1 2  Иречек, К. История на българите, С., 1929, с. 248
20. ↑  Ников, П. Турското завладяване на България и съдбата на последните Шишмановци-ИИД, 7-8, 1928, с.105-107
21. ↑  Иречек, К. История на българите, С., 1929, с. 244-245
22. ↑  Дуйчев, Ив. Българското средновековие. От Черномен до Косово поле, С., 1972, с.546
23. 1 2  Seadeddin, Chronica dell' origine e progresse della casa ottomana. Vienna, 1649, p. 101
24. ↑  Синодник царя Борила, с. 89
25. ↑  Делчев, В. Миналото на Чепеларе. 1. С., 1928, с.15
26. ↑  Шишков, Ст. Цит. съч., с. 64
27. ↑  Захариев, Ст. Цит. съч., с. 66
28. ↑  Шишков, Ст. Цит. съч., с. 6
29. ↑  Захариев, Ст. Цит. съч., с. 74
30. ↑  Kuzev, Al. Die Besiehungen der Königs von Vidin, Ivan Sracimir zu den osmanischen Herrschern. EB, 1971, No. 3, p.121-124
31. ↑  Петров, П. Търговски връзки между България и Дубровник през XIV в. - ИБИД, 25, 1967, с.110
32. ↑  Мутавчиев, П. Добруджа в миналото, c. 44
33. ↑  Цветкова, Б. Героичната съпротива на българите срещу османските нашественици, ц. 39
34. ↑  Seadeddin, Chronica dell' origine e progresse della casa ottomana. Vienna, 1649, p. 122 sq
35. ↑  Laonicus Chalcocondylas. Historiarum demonstrationes. 1., p. 94
36. ↑  Ostrogorsky, G.（英语：George_Ostrogorsky） La prise de Serres par les Turcs - Byz, 35, 1965, p. 302 sq
37. ↑  Istoria României. 2, p. 253
38. ↑  Иречек, К. История на българите, с. 262
39. ↑  Seadeddin, Chronica dell' origine e progresse della casa ottomana. Vienna, 1649, p. 124 sq
40. ↑  Seadeddin, Chronica dell' origine e progresse della casa ottomana. Vienna, 1649, p. 137 sq
41. ↑  Lennciavius. Historiae musulmane turcorum de monumentis ipsorum sxcerptae. Libri XIII, Frankfurt, 1501, p. 272
42. ↑  Lennciavius. Historiae musulmane turcorum de monumentis ipsorum sxcerptae. Libri XIII, Frankfurt, 1501, p. 274
43. ↑  Ников, П. Турското завладяване на България и съдбата на последните Шишмановци-ИИД, 7-8, 1928, с.98
44. 1 2  Андреев, Йордан; Лазаров, Иван; Павлов, Пламен.  [Who is Who in Medieval Bulgaria]. Петър Берон. 1999. ISBN 978-954-402-047-7 （保加利亚语）., p. 296
45. ↑  Божилов, Гюзелев, p. 664
46. 1 2  Андреев, p. 297
47. ↑  Иречек, p. 404
48. 1 2  Божилов, Гюзелев, p. 668
49. ↑  Fine, pp. 424–425
50. ↑  Андреев, p. 298
51. ↑  Ivan Tjutjundžiev and Plamen Pavlov, Bălgarskata dăržava i osmanskata ekspanzija 1369–1422, Veliko Tărnovo, 1992.